# Formula Renault 2.0 Alps 2011
La Formula Renault 2.0 Alps 2011 è stata la prima edizione del campionato Formula Renault 2.0 Alps. Ha avuto inizio il 26 marzo sul Circuito di Monza e si è conclusa il 2 ottobre sul Circuito di Spa-Francorchamps, dopo quattordici gare suddivise in sette tappe.

## Piloti e team
| Entry List 2011             | Entry List 2011 | Entry List 2011       | Entry List 2011 |
| Team                        | N°              | Pilota                | Weekend di gara |
| --------------------------- | --------------- | --------------------- | --------------- |
| Viola Formula Racing        | 0               | Federico Gibbin       | Tutti           |
| Viola Formula Racing        | 8               | Francesco Frisone     | 5               |
| Viola Formula Racing        | 27              | Giada De Zen          | Tutti           |
| Tech 1 Racing               | 1               | Javier Tarancón       | Tutti           |
| Tech 1 Racing               | 2               | Paul-Loup Chatin      | Tutti           |
| Tech 1 Racing               | 3               | Grégoire Demoustier   | 1, 3–4          |
| Tech 1 Racing               | 4               | Miki Weckström        | 1               |
| Tech 1 Racing               | 13              | Cristiano Marcellan   | 2–7             |
| Interwetten.com Junior Team | 5               | Timmy Hansen          | 4, 7            |
| Interwetten.com Junior Team | 14              | Thomas Jäger          | 1–3             |
| Interwetten.com Junior Team | 16              | Gustavo Menezes       | 2, 5, 7         |
| ARTA Engineering            | 6               | Amir Mesny            | 1–5, 7          |
| ARTA Engineering            | 10              | Melville McKee        | Tutti           |
| ARTA Engineering            | 11              | Yann Zimmer           | Tutti           |
| ARTA Engineering            | 25              | Alexandre Cougnaud    | Tutti           |
| Daltec Racing               | 9               | Mauro Calamia         | Tutti           |
| Daltec Racing               | 12              | Nicolò Rocca          | 1–4, 6          |
| Daltec Racing               | 29              | Christof von Grünigen | Tutti           |
| GSK Motorsport              | 13              | Cristiano Marcellan   | 1               |
| EPIC Racing                 | 14              | Thomas Jäger          | 4–5             |
| EPIC Racing                 | 15              | Alex Riberas          | 4, 7            |
| Team Torino Motorsport      | 19              | Kevin Gilardoni       | Tutti           |
| Team Torino Motorsport      | 21              | Stefano Colombo       | Tutti           |
| Team Torino Motorsport      | 22              | Patrick Gobbo         | 4               |
| Cram Competition            | 23              | Henrique Martins      | 5               |
| One Racing                  | 24              | Vittorio Ghirelli     | 1, 4–7          |
| One Racing                  | 32              | Edolo Ghirelli        | Tutti           |
| Boëtti Racing Team          | 26              | Roman Mavlanov        | Tutti           |

## Calendario e risultati
| Gara | Gara | Circuito                                | Data         | Pole Position    | Giro Veloce      | Pilota vincitore | Team vincitore              | Vincitore junior    |
| ---- | ---- | --------------------------------------- | ------------ | ---------------- | ---------------- | ---------------- | --------------------------- | ------------------- |
| 1    | R1   | Autodromo Nazionale Monza, Monza        | 26 Marzo     | Javier Tarancón  | Federico Gibbin  | Federico Gibbin  | Viola Formula Racing        | Thomas Jäger        |
| 1    | R2   | Autodromo Nazionale Monza, Monza        | 27 Marzo     | Javier Tarancón  | Javier Tarancón  | Yann Zimmer      | ARTA Engineering            | Melville McKee      |
| 2    | R1   | Autodromo Enzo e Dino Ferrari, Imola    | 7 Maggio     | Melville McKee   | Javier Tarancón  | Melville McKee   | ARTA Engineering            | Melville McKee      |
| 2    | R2   | Autodromo Enzo e Dino Ferrari, Imola    | 8 Maggio     | Melville McKee   | Javier Tarancón  | Melville McKee   | ARTA Engineering            | Melville McKee      |
| 3    | R1   | Circuito di Pau, Pau                    | 21 Maggio    | Javier Tarancón  | Javier Tarancón  | Javier Tarancón  | Tech 1 Racing               | Melville McKee      |
| 3    | R2   | Circuito di Pau, Pau                    | 22 Maggio    | Javier Tarancón  | Javier Tarancón  | Javier Tarancón  | Tech 1 Racing               | Cristiano Marcellan |
| 4    | R1   | Red Bull Ring, Spielberg                | 11 Giugno    | Melville McKee   | Melville McKee   | Melville McKee   | ARTA Engineering            | Melville McKee      |
| 4    | R2   | Red Bull Ring, Spielberg                | 12 Giugno    | Melville McKee   | Alex Riberas     | Timmy Hansen     | Interwetten.com Junior Team | Cristiano Marcellan |
| 5    | R1   | Hungaroring, Mogyoród                   | 2 Luglio     | Javier Tarancón  | Paul-Loup Chatin | Javier Tarancón  | Tech 1 Racing               | Vittorio Ghirelli   |
| 5    | R2   | Hungaroring, Mogyoród                   | 3 Luglio     | Javier Tarancón  | Paul-Loup Chatin | Paul-Loup Chatin | Tech 1 Racing               | Melville McKee      |
| 6    | R1   | Circuito Paul Ricard, Le Castellet      | 17 Settembre | Paul-Loup Chatin | Javier Tarancón  | Paul-Loup Chatin | Tech 1 Racing               | Vittorio Ghirelli   |
| 6    | R2   | Circuito Paul Ricard, Le Castellet      | 18 Settembre | Paul-Loup Chatin | Paul-Loup Chatin | Paul-Loup Chatin | Tech 1 Racing               | Vittorio Ghirelli   |
| 7    | R1   | Circuito di Spa-Francorchamps, Stavelot | 1 Ottobre    | Timmy Hansen     | Timmy Hansen     | Alex Riberas     | EPIC Racing                 | Alex Riberas        |
| 7    | R2   | Circuito di Spa-Francorchamps, Stavelot | 2 Ottobre    | Timmy Hansen     | Alex Riberas     | Alex Riberas     | EPIC Racing                 | Alex Riberas        |

## Classifiche

### Campionato Piloti
| Pos     | Pilota                | MNZ | MNZ | IMO | IMO | PAU | PAU | RBR | RBR | HUN | HUN | LEC | LEC | SPA | SPA | Punti |
| ------- | --------------------- | --- | --- | --- | --- | --- | --- | --- | --- | --- | --- | --- | --- | --- | --- | ----- |
| 1       | Javier Tarancón       | 8   | 9   | 2   | 2   | 1   | 1   | Rit | 4   | 1   | 2   | 2   | 3   | 6   | 4   | 344   |
| 2       | Yann Zimmer           | 4   | 1   | 5   | 3   | 2   | 4   | 3   | 2   | 5   | 4   | 4   | 4   | 2   | 3   | 338   |
| 3       | Paul-Loup Chatin      | 2   | 14  | 3   | 6   | 3   | 2   | 2   | 3   | 4   | 1   | 1   | 1   | 17  | 5   | 326   |
| 4       | Melville McKee        | 15  | 4   | 1   | 1   | 4   | 9   | 1   | 19  | 14  | 3   | Rit | 8   | 7   | 10  | 229   |
| 5       | Stefano Colombo       | 5   | 5   | 12  | Rit | 14  | 5   | 8   | 6   | 8   | 13  | 9   | 11  | 9   | 14  | 154   |
| 6       | Kevin Gilardoni       | 7   | 11  | 10  | 9   | 15  | 3   | 6   | 5   | Rit | 7   | Rit | 12  | 11  | 9   | 153   |
| 7       | Thomas Jäger          | 3   | 6   | 4   | 4   | 5   | Rit | 9   | 18  | 6   | 8   |     |     |     |     | 150   |
| 8       | Christof von Grünigen | Rit | 2   | 11  | 11  | 6   | Rit | Rit | NP  | 15  | 6   | 7   | 9   | 4   | Rit | 133   |
| 9       | Vittorio Ghirelli     | 9   | 16  |     |     |     |     | 20  | 8   | 3   | 9   | 3   | 2   | NP  | 8   | 128   |
| 10      | Mauro Calamia         | 10  | 8   | 8   | 12  | 13  | Rit | 15  | 10  | 13  | 12  | 8   | 10  | 8   | 7   | 125   |
| 11      | Federico Gibbin       | 1   | Rit | 9   | 7   | Rit | Rit | 7   | 13  | 18  | 11  | 10  | 5   | 13  | Rit | 124   |
| 12      | Cristiano Marcellan   | 13  | 15  | 6   | 5   | 7   | 6   | 11  | 7   | 7   | 16  |     |     |     |     | 117   |
| 13      | Roman Mavlanov        | 17  | 7   | 7   | Rit | 8   | 7   | 10  | 11  | 16  | 10  | 5   | 13  | 15  | Rit | 115   |
| 14      | Edolo Ghirelli        | Rit | Rit | 18  | 10  | 12  | 12  | 17  | 9   | 9   | 18  | 6   | 6   | 3   | Rit | 106   |
| 15      | Alex Riberas          |     |     |     |     |     |     | 5   | 17  |     |     |     |     | 1   | 1   | 88    |
| 16      | Timmy Hansen          |     |     |     |     |     |     | 4   | 1   |     |     |     |     | 16  | 2   | 88    |
| 17      | Alexandre Cougnaud    | 16  | 10  | 15  | Rit | 10  | 8   | 16  | 12  | 11  | 19  | 12  | 13  | 10  | 11  | 79    |
| 18      | Gustavo Menezes       |     |     | 13  | 8   |     |     |     |     | 10  | 14  |     |     | 5   | 6   | 68    |
| 19      | Giada De Zen          | 6   | Rit | 14  | Rit | 11  | Rit | 12  | Rit | 12  | 20  | 13  | 15  | 12  | 13  | 55    |
| 20      | Henrique Martins      |     |     |     |     |     |     |     |     | 2   | 5   |     |     |     |     | 48    |
| 21      | Nicolò Rocca          | 14  | 13  | 16  | Rit | 9   | Rit | 13  | Rit |     |     | 11  | 14  |     |     | 32    |
| 22      | Amir Mesny            | 12  | Rit | 17  | 13  | Rit | 11  | 19  | 14  | Rit | 15  |     |     | 14  | 12  | 29    |
| 23      | Grégoire Demoustier   | 11  | 12  |     |     | Rit | 10  | 14  | 16  |     |     |     |     |     |     | 26    |
| 24      | Miki Weckström        | Rit | 3   |     |     |     |     |     |     |     |     |     |     |     |     | 24    |
| 25      | Patrick Gobbo         |     |     |     |     |     |     | 18  | 15  |     |     |     |     |     |     | 1     |
|         | Francesco Frisone     |     |     |     |     |     |     |     |     | NP  | NP  |     |     |     |     | 0     |
| Legenda |                       |     |     |     |     |     |     |     |     |     |     |     |     |     |     |       |

### Campionato Junior
| Pos | Pilota              | Punti |
| --- | ------------------- | ----- |
| 1   | Melville McKee      | 344   |
| 2   | Roman Mavlanov      | 268   |
| 3   | Thomas Jäger        | 244   |
| 4   | Cristiano Marcellan | 240   |
| 5   | Vittorio Ghirelli   | 228   |
| 6   | Giada De Zen        | 202   |
| 7   | Gustavo Menezes     | 140   |
| 8   | Nicolò Rocca        | 140   |
| 9   | Alex Riberas        | 114   |

### Campionato Team
| Pos | Team                        | Punti |
| --- | --------------------------- | ----- |
| 1   | Tech 1 Racing               | 642   |
| 2   | Arta Engineering            | 567   |
| 3   | Interwetten.com Junior Team | 262   |
| 4   | Daltec Racing               | 258   |
| 5   | Team Torino Motorsport      | 237   |
| 6   | One Racing                  | 234   |
| 7   | EPIC Racing                 | 206   |
| 8   | Viola Formula Racing        | 158   |
| 9   | Boëtti Racing Team          | 115   |
| 10  | Cram Competition            | 48    |
| 11  | GSK Motorsport              | 5     |